# エメラルド・フェネル
エメラルド・リリー・フェネル（Emerald Lilly Fennell, [fɪˈnɛl]; - 1985年10月1日 - ）は、イングランドの女優、小説家、脚本家、映画監督、映画及びテレビプロデューサー、劇作家である。

## 人物
『アルバート氏の人生』（2011年）、『アンナ・カレーニナ』（2012年）、『リリーのすべて』（2015年）、『Vita & Virginia』（2018年）といった時代劇映画やBBC Oneの『コール・ザ・ミッドワイフ ロンドン助産婦物語』（2013-17年）やNetflixの『ザ・クラウン』（2019-20年）へ出演で知られている。
フェネルはまたBBCアメリカのスリラーシリーズ『キリング・イヴ/Killing Eve』の第2シーズン（2019年）でショーランナーを務めたことでも知られ、プライムタイム・エミー賞で2部門で候補に挙がった。更に映画監督デビュー作となるスリラー『プロミシング・ヤング・ウーマン』（2020年）により第93回アカデミー賞で作品賞、監督賞、脚本賞の候補に挙がり、脚本賞を受賞した。アカデミー賞監督賞でイギリス人女性が候補となったのは彼女が史上初であった。

## 生い立ち
ロンドンのハマースミスで生まれ、マールボロ・カレッジに通う。その後はグレイフライアーズで英語を学び、大学の演劇に出演する。そこで彼女はユナイテッド・エージェンツのリンディ・キングの目に止まった。
彼女の姉妹のココ・フェネルはファッションデザイナーである。父はジュエリーデザイナーのテオ・フェネル、母は作家のルイーズ・フェネル（旧姓マグレガー）である。

## キャリア

### 女優
フェネルはサイモン・バード、ジョー・トーマス、ジョニー・スウィートと共にチャンネル4のシットコム『Chickens』に出演した。その後に彼女はBBC Oneのシリーズ『コール・ザ・ミッドワイフ ロンドン助産婦物語』のパッツィ・マウント役にキャスティングされ、ブロンドの髪を赤く染めた。他に彼女は『アルバート氏の人生』（2011年）、『アンナ・カレーニナ』（2012年）、『リリーのすべて』（2015年）、『Vita & Virginia』（2018年）といった映画にも出演した。
2018年10月23日、フェネルがNetflixのシリーズ『ザ・クラウン』の第3シーズンにカミラ・シャンド役で出演することが明らかとなった。フェネルは自身の監督デビュー映画『プロミシング・ヤング・ウーマン』にも端役で出演している。

### 作家・監督
2008年にフェネルは映画脚本（マドリン・ロイド・ウェバーと共同制作）の執筆を依頼された。『Chukka』と題されたこの作品はティーンエイジャーのグループのロマンティックコメディであった。
フェネルの処女小説である児童向けファンタジー『Shiverton Hall』は2013年1月にブルームズベリー・チルドレンズ・ブックスより出版された。その前の2012年12月にはブルームズベリーUSAより電子書籍が出版された。
続編となる『The Creeper』は2014年半ばに出版された。ISFDBによりこれらは『Shiverton Hall』シリーズとしてまとめられた。その本は2014年にウォーターストーンズ児童文学賞の最終選考に残った。2015年9月には彼女にとって初の成人向けホラーとなる『Monsters』を出版した。
2018年7月、フェネルは親友のフィービー・ウォーラー＝ブリッジによって彼女に代わってBBCアメリカのシリーズ『キリング・イヴ/Killing Eve』の第2シーズンのヘッドライターに起用された。フェネルはそのシーズンで6話分の脚本を書いた。フェネルはまた番組のエグゼクティブ・プロデューサーの1人を務めた。第2シーズンは2019年4月に放送が始まった。フェネルは第2話「キレイだね」により第71回プライムタイム・エミー賞のドラマシリーズ脚本賞にノミネートされた。
2019年1月、フェネルがキャリー・マリガン出演のコメディ・スリラー映画『プロミシング・ヤング・ウーマン』の脚本・監督を務めることが発表された。2019年3月に撮影が始まった。フェネルは23日間の撮影中に妊娠7か月であった。『プロミシング・ヤング・ウーマン』は2020年サンダンス映画祭で初上映された。批評家には高く評価され、2021年4月時点でRotten Tomatoesでの支持率は90%となっている。この映画を彼女はマーゴット・ロビーとその製作会社のラッキーチャップ・エンターテインメントと共に製作した。この映画は第93回アカデミー賞で作品賞、監督賞、脚本賞を含む5部門で候補に挙がった。フェネルはアカデミー賞監督賞の候補者となった史上7人目の女性であり、また史上初の英国人女性となった。また同年にはクロエ・ジャオも監督賞候補に挙がっており、同年に2人の女性の監督賞候補者が出現した最初の例となった。この映画によりフェネルは放送映画批評家協会賞オリジナル脚本賞と全米脚本家組合賞オリジナル脚本賞を受賞し、アカデミー脚本賞にも輝いた。
2020年1月、アンドルー・ロイド・ウェバーが2021年5月にロンドンで開演予定のミュージカル『シンデレラ』でフェネルとコラボレーションすることが報じられた。
2021年3月22日、DCエクステンデッド・ユニバースに属する『ザターナ』の映画の脚本をフェネルが執筆することが報じられた。

## 私生活
映画・広告監督、プロデューサーのクリス・ヴァーノンとパートナー関係にある。2019年に2人のあいだに息子が生まれた。

## フィルモグラフィ

### 映画
| 年   | 題名                                                                     | 役名                           | 役割                   | 備考               |
| ---- | ------------------------------------------------------------------------ | ------------------------------ | ---------------------- | ------------------ |
| 2010 | Mr Nice                                                                  | レイチェル                     | 出演                   |                    |
| 2011 | アルバート氏の人生 Albert Nobbs                                          | スミス＝ウィラード氏           | 出演                   |                    |
| 2012 | アンナ・カレーニナ Anna Karenina                                         | メルカロワ王女                 | 出演                   |                    |
| 2013 | バルカン超特急 The Lady Vanishes                                         | オデット                       | 出演                   | テレビ映画         |
| 2013 | Murder on the Home Front                                                 | イッシー・ケネル               | 出演                   | テレビ映画         |
| 2015 | リリーのすべて The Danish Girl                                           | エルサ                         | 出演                   |                    |
| 2015 | PAN 〜ネバーランド、夢のはじまり〜 Pan                                   | 司令官                         | 出演                   |                    |
| 2018 | Vita & Virginia                                                          | ヴァネッサ・ベル               | 出演                   |                    |
| 2018 | Careful How You Go                                                       | N/A                            | 監督・脚本             | 短編映画           |
| 2020 | プロミシング・ヤング・ウーマン Promising Young Woman                     | ビデオ・チュートリアル・ホスト | 監督・脚本・製作・出演 |                    |
| 2023 | バービー Barbie                                                          | ミッジ                         | 出演                   |                    |
| 2023 | Saltburn                                                                 | N/A                            | 監督・脚本・製作       |                    |
| 2025 | バレリーナ:The World of John Wick From the World of John Wick: Ballerina | N/A                            | 脚本                   |                    |
| 2026 | Wuthering Heights                                                        | N/A                            | 監督・脚本・製作       | プリプロダクション |

### テレビシリーズ
| 年        | 題名                                                         | 役名               | 備考                                             |
| --------- | ------------------------------------------------------------ | ------------------ | ------------------------------------------------ |
| 2007      | ロンドン警視庁犯罪ファイル Trial & Retribution               | シーナ             | 第10シリーズ第1話「Sins of the Father - Part 1」 |
| 2010      | ニュー・トリックス〜退職デカの事件簿〜 New Tricks            | ヴィッキー         | 第7シリーズ第8話「舞踏会の夜」                   |
| 2010      | Any Human Heart                                              | ロッティ           | ミニシリーズ 計3話出演                           |
| 2011-2013 | Chickens                                                     | アグネス           | 計7話出演                                        |
| 2013      | Blandings                                                    | モニカ・シモンズ   | 第1シーズン第6話「Problem with Drink」           |
| 2013-2017 | コール・ザ・ミッドワイフ ロンドン助産婦物語 Call the Midwife | パッツィ・マウント | 計27話出演                                       |
| 2016      | Drifters                                                     | リジー             | 出演: 第1シーズン第4話「Halloween」 計6話脚本    |
| 2017      | 女王ヴィクトリア 愛に生きる Victoria                         | エイダ・ラブレス   | 第2シーズン第2話「嫉妬という怪物」               |
| 2019      | キリング・イヴ/Killing Eve Killing Eve                       | 非出演             | 計6話脚本 計8話製作総指揮                        |
| 2019-2020 | ザ・クラウン The Crown                                       | カミラ・シャンド   | 計7話出演                                        |

## ビブリオグラフィ
| 年   | 作品名                        |
| ---- | ----------------------------- |
| 2012 | Shiverton Hall                |
| 2014 | The Creeper                   |
| 2014 | Rollercoasters Shiverton Hall |
| 2015 | Monsters                      |

## 受賞とノミネート
| 年   | 映画祭・賞                       | 部門                         | 作品                                                            | 結果       | 参照   |
| ---- | -------------------------------- | ---------------------------- | --------------------------------------------------------------- | ---------- | ------ |
| 2018 | サンダンス映画祭                 | 審査員大賞 (短編映画)        | Careful How You Go                                              | ノミネート | [ 28 ] |
| 2019 | プライムタイム・エミー賞         | ドラマシリーズ作品賞         | 『キリング・イヴ/Killing Eve』                                  | ノミネート | [ 28 ] |
| 2019 | プライムタイム・エミー賞         | ドラマシリーズ脚本賞         | 『キリング・イヴ/Killing Eve』 (第2シーズン第2話「キレイだね」) | ノミネート | [ 28 ] |
| 2020 | USCスクリプター賞                | テレビ賞                     | 『キリング・イヴ/Killing Eve』 (第2シーズン第2話「キレイだね」) | ノミネート | [ 28 ] |
| 2021 | 第10回AACTA国際賞                | 映画賞                       | 『プロミシング・ヤング・ウーマン』                              | 受賞       | [ 29 ] |
| 2021 | 第10回AACTA国際賞                | 監督賞                       | 『プロミシング・ヤング・ウーマン』                              | ノミネート | [ 29 ] |
| 2021 | 第10回AACTA国際賞                | 脚本賞                       | 『プロミシング・ヤング・ウーマン』                              | ノミネート | [ 29 ] |
| 2021 | アカデミー賞                     | 作品賞                       | 『プロミシング・ヤング・ウーマン』                              | ノミネート | [ 30 ] |
| 2021 | アカデミー賞                     | 監督賞                       | 『プロミシング・ヤング・ウーマン』                              | ノミネート | [ 30 ] |
| 2021 | アカデミー賞                     | 脚本賞                       | 『プロミシング・ヤング・ウーマン』                              | 受賞       | [ 30 ] |
| 2021 | 英国アカデミー賞                 | 作品賞                       | 『プロミシング・ヤング・ウーマン』                              | ノミネート | [ 31 ] |
| 2021 | 英国アカデミー賞                 | 英国作品賞                   | 『プロミシング・ヤング・ウーマン』                              | 受賞       | [ 31 ] |
| 2021 | 英国アカデミー賞                 | オリジナル脚本賞             | 『プロミシング・ヤング・ウーマン』                              | 受賞       | [ 31 ] |
| 2021 | 放送映画批評家協会賞             | 作品賞                       | 『プロミシング・ヤング・ウーマン』                              | ノミネート | [ 32 ] |
| 2021 | 放送映画批評家協会賞             | 監督賞                       | 『プロミシング・ヤング・ウーマン』                              | ノミネート | [ 32 ] |
| 2021 | 放送映画批評家協会賞             | 脚本賞                       | 『プロミシング・ヤング・ウーマン』                              | 受賞       | [ 32 ] |
| 2021 | 全米監督協会賞                   | 長編映画監督賞               | 『プロミシング・ヤング・ウーマン』                              | ノミネート | [ 33 ] |
| 2021 | ドリアン賞                       | 作品賞                       | 『プロミシング・ヤング・ウーマン』                              | ノミネート | [ 34 ] |
| 2021 | ドリアン賞                       | 監督賞                       | 『プロミシング・ヤング・ウーマン』                              | ノミネート | [ 34 ] |
| 2021 | ドリアン賞                       | 脚本賞                       | 『プロミシング・ヤング・ウーマン』                              | 受賞       | [ 34 ] |
| 2021 | ゴールデングローブ賞             | ドラマ映画作品賞             | 『プロミシング・ヤング・ウーマン』                              | ノミネート | [ 35 ] |
| 2021 | ゴールデングローブ賞             | 監督賞                       | 『プロミシング・ヤング・ウーマン』                              | ノミネート | [ 35 ] |
| 2021 | ゴールデングローブ賞             | 脚本賞                       | 『プロミシング・ヤング・ウーマン』                              | ノミネート | [ 35 ] |
| 2021 | インディペンデント・スピリット賞 | 監督賞                       | 『プロミシング・ヤング・ウーマン』                              | ノミネート | [ 36 ] |
| 2021 | インディペンデント・スピリット賞 | 脚本賞                       | 『プロミシング・ヤング・ウーマン』                              | 受賞       | [ 36 ] |
| 2021 | 全米製作者組合賞                 | 劇場映画賞                   | 『プロミシング・ヤング・ウーマン』                              | ノミネート | [ 37 ] |
| 2021 | 全米脚本家組合賞                 | オリジナル脚本賞             | 『プロミシング・ヤング・ウーマン』                              | 受賞       | [ 38 ] |
| 2021 | 全米映画俳優組合賞               | ドラマシリーズアンサンブル賞 | 『ザ・クラウン』                                                | 受賞       | [ 39 ] |